# فینال جام حذفی فوتبال انگلستان ۱۹۷۴
فینال جام حذفی فوتبال انگلستان ۱۹۷۴، رقابت پایانی جام حذفی فوتبال انگلستان در سال ۱۹۷۴ میلادی است که مابین دو تیم باشگاه فوتبال لیورپول و باشگاه فوتبال نیوکاسل یونایتد در ورزشگاه ومبلی لندن برگزار شده‌است.
این مسابقه که در تاریخ ۴ مه ۱۹۷۴ انجام شده‌است با نتیجه ۳ بر ۰ به سود تیم باشگاه فوتبال لیورپول به پایان رسید.